# Ecpyrrhorrhoe suavalis
Ecpyrrhorrhoe suavalis is een vlinder uit de familie van de grasmotten (Crambidae), uit de onderfamilie van de Pyraustinae. De wetenschappelijke naam van deze soort is voor het eerst voorgesteld als Botys suavalis door Francis Walker in een publicatie uit 1866.
De soort komt voor in Indonesië (Java).